# Eisschnelllauf-Weltcup 1985/86
Der Eisschnelllauf-Weltcup 1985/86 wurde für Frauen und Männer an zehn Weltcupstationen in sieben Ländern ausgetragen. Die vom 23. November 1985 bis zum 9. März 1986 verlaufene Saison war der erste offizielle Weltcup der ISU. Hierfür standen für Frauen Strecken zwischen 500 und 3000 Meter und für die Männer Strecken zwischen 500 und 5000 Meter als Einzelstrecke auf dem Programm.
Siehe auch: Liste der Gesamtweltcupsieger im Eisschnelllauf

## Wettbewerbe

### Frauen

#### Weltcup-Übersicht
| Datum                                                                                 | Ort                            | Disziplin         | Sieger                    | Zweiter                 | Dritter                   |
| ------------------------------------------------------------------------------------- | ------------------------------ | ----------------- | ------------------------- | ----------------------- | ------------------------- |
| 30. Nov. bis 1. Dez. 1985                                                             | Berlin (Horst-Dohm-Eisstadion) | 500 m (30. Nov.)  | Christa Rothenburger      | Karin Kania-Enke        | Edel Therese Høiseth      |
| 30. Nov. bis 1. Dez. 1985                                                             | Berlin (Horst-Dohm-Eisstadion) | 1000 m (30. Nov.) | Christa Rothenburger      | Karin Kania-Enke        | Cornelia Dick             |
| 30. Nov. bis 1. Dez. 1985                                                             | Berlin (Horst-Dohm-Eisstadion) | 500 m (1. Dez.)   | Christa Rothenburger      | Cornelia Dick           | Edel Therese Høiseth      |
| 30. Nov. bis 1. Dez. 1985                                                             | Berlin (Horst-Dohm-Eisstadion) | 1000 m (1. Dez.)  | Karin Kania-Enke          | Christa Rothenburger    | Cornelia Dick             |
| 4. bis 5. Jan. 1986                                                                   | Inzell (Eisstadion Inzell)     | 500 m             | Bonnie Blair              | Monika Gawenus-Pflug    | Edel Therese Høiseth      |
| 4. bis 5. Jan. 1986                                                                   | Inzell (Eisstadion Inzell)     | 1000 m            | Bonnie Blair              | Erwina Rys-Ferens       | Monika Gawenus-Pflug      |
| 4. bis 5. Jan. 1986                                                                   | Inzell (Eisstadion Inzell)     | 1500 m            | Annette Carlén-Karlsson   | Bonnie Blair            | Olga Pleschkowa           |
| 4. bis 5. Jan. 1986                                                                   | Inzell (Eisstadion Inzell)     | 3000 m            | Bjørg Eva Jensen          | Annette Carlén-Karlsson | Erwina Rys-Ferens         |
| Mehrkampfeuropameisterschaft in Geithus (Furumo Stadion), 11.–12. Januar 1986         |                                |                   |                           |                         |                           |
| 18. bis 19. Jan. 1986                                                                 |                                | Ausgefallen       | Ausgefallen               | Ausgefallen             | Ausgefallen               |
| 25. bis 26. Jan. 1986                                                                 | Davos (Eisstadion Davos)       | 500 m (25. Jan.)  | Christa Rothenburger      | Karin Kania-Enke        | Bonnie Blair              |
| 25. bis 26. Jan. 1986                                                                 | Davos (Eisstadion Davos)       | 1500 m (25. Jan.) | Karin Kania-Enke          | Sabine Brehm            | Yvonne van Gennip         |
| 25. bis 26. Jan. 1986                                                                 | Davos (Eisstadion Davos)       | 1000 m (26. Jan.) | Christa Rothenburger      | Karin Kania-Enke        | Bonnie Blair              |
| 25. bis 26. Jan. 1986                                                                 | Davos (Eisstadion Davos)       | 3000 m (26. Jan.) | Andrea Ehrig-Mitscherlich | Karin Kania-Enke        | Sabine Brehm              |
| Mehrkampfweltmeisterschaft in Den Haag (De Uithof), 8.–9. Februar 1986                |                                |                   |                           |                         |                           |
| Sprintweltmeisterschaft in Karuizawa (Skating Center Karuizawa), 22.–23. Februar 1986 |                                |                   |                           |                         |                           |
| 6. bis 9. Mär. 1986                                                                   | Inzell (Eisstadion Inzell)     | 500 m             | Karin Kania-Enke          | Bonnie Blair            | Christa Rothenburger      |
| 6. bis 9. Mär. 1986                                                                   | Inzell (Eisstadion Inzell)     | 1000 m            | Karin Kania-Enke          | Christa Rothenburger    | Andrea Ehrig-Mitscherlich |
| 6. bis 9. Mär. 1986                                                                   | Inzell (Eisstadion Inzell)     | 1500 m            | Karin Kania-Enke          | Annette Carlén-Karlsson | Katie Class               |
| 6. bis 9. Mär. 1986                                                                   | Inzell (Eisstadion Inzell)     | 3000 m            | Andrea Ehrig-Mitscherlich | Karin Kania-Enke        | Bjørg Eva Jensen          |

#### 500 Meter
(Endstand: nach 5 Rennen)
| Rang | Name                                         | Land                                               | Punkte |
| ---- | -------------------------------------------- | -------------------------------------------------- | ------ |
| 01   | Christa Rothenburger                         | Deutsche Demokratische Republik                    | 115    |
| 02   | Karin Kania-Enke                             | Deutsche Demokratische Republik                    | 112    |
| 03   | Edel Therese Høiseth                         | Norwegen                                           | 090    |
| 04   | Bonnie Blair                                 | Vereinigte Staaten                                 | 089    |
| 05   | Zofia Tokarczyk                              | Polen                                              | 080    |
| 06   | Erwina Ryś-Ferens                            | Polen                                              | 063    |
| 07   | Annette Carlén-Karlsson Monika Gawenus-Pflug | Schweden BR Deutschland                            | 054    |
| 09   | Cornelia Dick Katie Class                    | Deutsche Demokratische Republik Vereinigte Staaten | 053    |
|      |                                              |                                                    |        |
| 11   | Angela Stahnke                               | Deutsche Demokratische Republik                    | 052    |
| 14   | Sylke Luding                                 | Deutsche Demokratische Republik                    | 035    |
| 15   | Andrea Ehrig-Mitscherlich                    | Deutsche Demokratische Republik                    | 034    |
| 26   | Anja Mischke                                 | BR Deutschland                                     | 010    |
| 27   | Emese Nemeth-Hunyady                         | Österreich                                         | 06     |
| 29   | Manuela Haßmann                              | BR Deutschland                                     | 04     |
| 30   | Sigrid Smuda-Fröschl                         | BR Deutschland                                     | 03     |

#### 1000 Meter
(Endstand: nach 5 Rennen)
| Rang | Name                                 | Land                                           | Punkte |
| ---- | ------------------------------------ | ---------------------------------------------- | ------ |
| 01   | Karin Kania-Enke                     | Deutsche Demokratische Republik                | 119    |
| 02   | Christa Rothenburger                 | Deutsche Demokratische Republik                | 116    |
| 03   | Erwina Ryś-Ferens                    | Polen                                          | 094    |
| 04   | Bonnie Blair Annette Carlén-Karlsson | Vereinigte Staaten Schweden                    | 077    |
| 06   | Edel Therese Høiseth                 | Norwegen                                       | 070    |
| 07   | Zofia Tokarczyk                      | Polen                                          | 066    |
| 08   | Andrea Ehrig-Mitscherlich            | Deutsche Demokratische Republik                | 058    |
| 09   | Virve Mäkelä                         | Finnland                                       | 049    |
| 10   | Monika Gawenus-Pflug                 | BR Deutschland                                 | 046    |
|      |                                      |                                                |        |
| 12   | Cornelia Dick                        | Deutsche Demokratische Republik                | 040    |
| 14   | Angela Stahnke                       | Deutsche Demokratische Republik                | 032    |
| 22   | Sigrid Smuda-Fröschl Sabine Brehm    | BR Deutschland Deutsche Demokratische Republik | 015    |
| 27   | Manuela Haßmann                      | BR Deutschland                                 | 09     |
| 30   | Anja Mischke                         | BR Deutschland                                 | 07     |

#### 1500 Meter
(Endstand: nach 3 Rennen)
| Rang | Name                             | Land                                           | Punkte |
| ---- | -------------------------------- | ---------------------------------------------- | ------ |
| 01   | Annette Carlén-Karlsson          | Schweden                                       | 87     |
| 02   | Karin Kania-Enke                 | Deutsche Demokratische Republik                | 75     |
| 03   | Katie Class                      | Vereinigte Staaten                             | 63     |
| 04   | Bonnie Blair                     | Vereinigte Staaten                             | 58     |
| 05   | Lidia Olcon                      | Polen                                          | 53     |
| 06   | Monika Gawenus-Pflug             | BR Deutschland                                 | 51     |
| 07   | Aila Tartia                      | Finnland                                       | 41     |
| 08   | Edel Therese Høiseth             | Norwegen                                       | 40     |
| 09   | Zofia Tokarczyk                  | Polen                                          | 37     |
| 10   | Bjørg Eva Jensen                 | Norwegen                                       | 36     |
|      |                                  |                                                |        |
| 12   | Sabine Brehm                     | Deutsche Demokratische Republik                | 22     |
| 16   | Hanne Steeg                      | BR Deutschland                                 | 14     |
| 18   | Angelika Haßmann Gabi Schönbrunn | BR Deutschland Deutsche Demokratische Republik | 13     |
| 20   | Carola Bürger                    | Deutsche Demokratische Republik                | 12     |
| 24   | Heike Schalling                  | Deutsche Demokratische Republik                | 08     |
| 29   | Anja Mischke                     | BR Deutschland                                 | 05     |
| 30   | Manuela Haßmann                  | BR Deutschland                                 | 04     |

#### 3000/5000 Meter
- Der Termin für die 5000 Meter ist ausgefallen

(Endstand: nach 3 Rennen)
| Rang | Name                         | Land                                     | Punkte |
| ---- | ---------------------------- | ---------------------------------------- | ------ |
| 01   | Andrea Ehrig-Mitscherlich    | Deutsche Demokratische Republik          | 75     |
| 02   | Annette Carlén-Karlsson      | Schweden                                 | 73     |
| 03   | Karin Kania-Enke             | Deutsche Demokratische Republik          | 66     |
| 04   | Bjørg Eva Jensen             | Norwegen                                 | 65     |
| 05   | Aila Tartia                  | Finnland                                 | 53     |
| 06   | Erwina Ryś-Ferens            | Polen                                    | 52     |
| 07   | Lidia Olcon                  | Polen                                    | 48     |
| 08   | Katie Class                  | Vereinigte Staaten                       | 44     |
| 09   | Szilviá Szikora              | Ungarn                                   | 33     |
| 10   | Sabine Brehm Maila Lehtimäki | Deutsche Demokratische Republik Finnland | 20     |
|      |                              |                                          |        |
| 12   | Heike Schalling              | Deutsche Demokratische Republik          | 18     |
| 13   | Gabi Schönbrunn              | Deutsche Demokratische Republik          | 16     |
| 17   | Carola Bürger                | Deutsche Demokratische Republik          | 12     |
| 27   | Antje Douvern                | BR Deutschland                           | 06     |
| 29   | Emese Nemeth-Hunyady         | Österreich                               | 04     |

### Männer

#### Weltcup-Übersicht
| Datum                                                                                 | Ort                                           | Disziplin         | Sieger             | Zweiter            | Dritter                           |
| ------------------------------------------------------------------------------------- | --------------------------------------------- | ----------------- | ------------------ | ------------------ | --------------------------------- |
| 23. bis 24. Nov. 1985                                                                 | Trondheim (Leangen Kunstis)                   | 500 m (23. Nov.)  | Dan Jansen         | Erik Henriksen     | Nick Thometz                      |
| 23. bis 24. Nov. 1985                                                                 | Trondheim (Leangen Kunstis)                   | 1000 m (23. Nov.) | Dan Jansen         | Nick Thometz       | Erik Henriksen                    |
| 23. bis 24. Nov. 1985                                                                 | Trondheim (Leangen Kunstis)                   | 1500 m            | Claes Bengtsson    | Hans Magnusson     | Tom Erik Oxholm                   |
| 23. bis 24. Nov. 1985                                                                 | Trondheim (Leangen Kunstis)                   | 5000 m            | Leo Visser         | Gerard Kemkers     | Tomas Gustafson                   |
| 23. bis 24. Nov. 1985                                                                 | Trondheim (Leangen Kunstis)                   | 500 m (24. Nov.)  | Dan Jansen         | Erik Henriksen     | Jouko Vesterlund                  |
| 23. bis 24. Nov. 1985                                                                 | Trondheim (Leangen Kunstis)                   | 1000 m (24. Nov.) | Gaétan Boucher     | Erik Henriksen     | Nick Thometz                      |
| 30. Nov. bis 1. Dez. 1985                                                             | Berlin (Horst-Dohm-Eisstadion)                | 500 m (30. Nov.)  | Uwe-Jens Mey       | Igor Schelesowski  | Akira Kuroiwa                     |
| 30. Nov. bis 1. Dez. 1985                                                             | Berlin (Horst-Dohm-Eisstadion)                | 1000 m (30. Nov.) | Igor Schelesowski  | Andrei Bachwalow   | Gaétan Boucher                    |
| 30. Nov. bis 1. Dez. 1985                                                             | Berlin (Horst-Dohm-Eisstadion)                | 500 m (1. Dez.)   | Sergei Fokitschew  | Boris Repnin       | Uwe-Jens Mey                      |
| 30. Nov. bis 1. Dez. 1985                                                             | Berlin (Horst-Dohm-Eisstadion)                | 1000 m (1. Dez.)  | Igor Schelesowski  | Boris Repnin       | Andrei Bachwalow                  |
| 15. bis 16. Dez. 1985                                                                 | Eindhoven (Kunstijsbaan Eindhoven)            | 5000 m (15. Dez.) | Tomas Gustafson    | Yep Kramer         | Hein Vergeer                      |
| 15. bis 16. Dez. 1985                                                                 | Utrecht (De Vechtsebanen)                     | 1500 m (16. Dez.) | Hein Vergeer       | Tomas Gustafson    | Hans Magnusson                    |
| 4. bis 5. Jan. 1986                                                                   | Oslo (Valle Hovin)                            | 1500 m            | Michael Hadschieff | Hans Magnusson     | Rolf Falk-Larssen                 |
| 4. bis 5. Jan. 1986                                                                   | Oslo (Valle Hovin)                            | 5000 m            | Tomas Gustafson    | Dave Silk          | Pertti Niittylä                   |
| 11. bis 12. Jan. 1986                                                                 | Baselga di Pinè (Stadio del ghiaccio di Piné) | 500 m (11. Jan.)  | Dan Jansen         | Nick Thometz       | Jerzy Dominik                     |
| 11. bis 12. Jan. 1986                                                                 | Baselga di Pinè (Stadio del ghiaccio di Piné) | 1000 m (11. Jan.) | Nick Thometz       | Erik Henriksen     | Jerzy Dominik                     |
| 11. bis 12. Jan. 1986                                                                 | Baselga di Pinè (Stadio del ghiaccio di Piné) | 500 m (12. Jan.)  | Dan Jansen         | Nick Thometz       | Ramil Zagidullin                  |
| 11. bis 12. Jan. 1986                                                                 | Baselga di Pinè (Stadio del ghiaccio di Piné) | 1000 m (12. Jan.) | Gaétan Boucher     | Dan Jansen         | Erik Henriksen                    |
| 18. bis 19. Jan. 1986                                                                 |                                               | Ausgefallen       | Ausgefallen        | Ausgefallen        | Ausgefallen                       |
| Mehrkampfeuropameisterschaft in Oslo (Bislett-Stadion), 25.–26. Januar 1986           |                                               |                   |                    |                    |                                   |
| 25. bis 26. Jan. 1986                                                                 | Davos (Eisstadion Davos)                      | 500 m (25. Jan.)  | Uwe-Jens Mey       | Dan Jansen         | Nick Thometz                      |
| 25. bis 26. Jan. 1986                                                                 | Davos (Eisstadion Davos)                      | 1000 m (25. Jan.) | Dan Jansen         | Gaétan Boucher     | Erik Henriksen                    |
| 25. bis 26. Jan. 1986                                                                 | Davos (Eisstadion Davos)                      | 500 m (26. Jan.)  | Uwe-Jens Mey       | Dan Jansen         | Nick Thometz                      |
| 25. bis 26. Jan. 1986                                                                 | Davos (Eisstadion Davos)                      | 1000 m (26. Jan.) | Uwe-Jens Mey       | Nick Thometz       | Dan Jansen                        |
| 8. bis 9. Feb. 1986                                                                   | Innsbruck (Olympia Eisstadion Innsbruck)      | 1500 m            | Claes Bengtsson    | Dave Silk          | Rolf Falk-Larssen                 |
| 8. bis 9. Feb. 1986                                                                   | Innsbruck (Olympia Eisstadion Innsbruck)      | 5000 m            | Christian Eminger  | Michael Hadschieff | Henk Nijdam                       |
| Mehrkampfweltmeisterschaft in Inzell (Eisstadion Inzell), 15.–16. Februar 1986        |                                               |                   |                    |                    |                                   |
| Sprintweltmeisterschaft in Karuizawa (Skating Center Karuizawa), 22.–23. Februar 1986 |                                               |                   |                    |                    |                                   |
| 1. bis 2. Mär. 1986                                                                   | Östersund (Fyrvalla Östersund)                | 1500 m            | Michael Hadschieff | Hans Magnusson     | Dave Silk                         |
| 1. bis 2. Mär. 1986                                                                   | Östersund (Fyrvalla Östersund)                | 5000 m            | Geir Karlstad      | Tomas Gustafson    | Christian Eminger Joakim Karlberg |
| 6. bis 9. Mär. 1986                                                                   | Inzell (Eisstadion Inzell)                    | 500 m             | Dan Jansen         | Nick Thometz       | Uwe-Jens Mey                      |
| 6. bis 9. Mär. 1986                                                                   | Inzell (Eisstadion Inzell)                    | 1500 m            | Michael Hadschieff | Hans Magnusson     | Dave Silk                         |
| 6. bis 9. Mär. 1986                                                                   | Inzell (Eisstadion Inzell)                    | 5000 m            | Dave Silk          | Geir Karlstad      | Christian Eminger                 |
| 6. bis 9. Mär. 1986                                                                   | Inzell (Eisstadion Inzell)                    | 1000 m            | Nick Thometz       | Dan Jansen         | Frode Rønning                     |
| 6. bis 9. Mär. 1986                                                                   | Inzell (Eisstadion Inzell)                    | 1000 m            | Dan Jansen         | Nick Thometz       | Jan Ykema                         |
| 6. bis 9. Mär. 1986                                                                   | Inzell (Eisstadion Inzell)                    | 500 m             | Dan Jansen         | Nick Thometz       | Uwe-Jens Mey                      |

#### 500 Meter
(Endstand: nach 10 Rennen)
| Rang | Name                 | Land                            | Punkte |
| ---- | -------------------- | ------------------------------- | ------ |
| 01   | Dan Jansen           | Vereinigte Staaten              | 200    |
| 02   | Uwe-Jens Mey         | Deutsche Demokratische Republik | 175    |
| 03   | Nick Thometz         | Vereinigte Staaten              | 172    |
| 04   | Frode Rønning        | Norwegen                        | 133    |
| 05   | Göran Johansson      | Schweden                        | 120    |
| 06   | Erik Henriksen       | Vereinigte Staaten              | 111    |
| 07   | Jerzy Dominik        | Polen                           | 107    |
| 08   | Uwe Streb            | BR Deutschland                  | 096    |
| 09   | Jan Ykema            | Niederlande                     | 093    |
| 10   | Daniel Turcotte      | Kanada                          | 091    |
|      |                      |                                 |        |
| 28   | Hans-Peter Oberhuber | BR Deutschland                  | 027    |

#### 1000 Meter
(Endstand: nach 10 Rennen)
| Rang | Name                    | Land                            | Punkte |
| ---- | ----------------------- | ------------------------------- | ------ |
| 01   | Dan Jansen              | Vereinigte Staaten              | 186    |
| 02   | Nick Thometz            | Vereinigte Staaten              | 183    |
| 03   | Erik Henriksen          | Vereinigte Staaten              | 136    |
| 04   | Gaétan Boucher          | Kanada                          | 126    |
| 05   | Ryszard Rzadki          | Polen                           | 108    |
| 06   | Frode Rønning Jan Ykema | Norwegen Niederlande            | 101    |
| 08   | Jerzy Dominik           | Polen                           | 096    |
| 09   | Mike Jansen             | Vereinigte Staaten              | 094    |
| 10   | Jouko Vesterlund        | Finnland                        | 093    |
|      |                         |                                 |        |
| 14   | Uwe Streb               | BR Deutschland                  | 068    |
| 18   | Uwe-Jens Mey            | Deutsche Demokratische Republik | 057    |
| 27   | Michael Hadschieff      | Österreich                      | 028    |
| 30   | Hans-Peter Oberhuber    | BR Deutschland                  | 021    |

#### 1500 Meter
(Endstand: nach 6 Rennen)
| Rang | Name                           | Land                                           | Punkte |
| ---- | ------------------------------ | ---------------------------------------------- | ------ |
| 01   | Michael Hadschieff             | Österreich                                     | 113    |
| 02   | Hans Magnusson                 | Schweden                                       | 110    |
| 03   | Dave Silk                      | Vereinigte Staaten                             | 097    |
| 04   | Rolf Falk-Larssen              | Norwegen                                       | 088    |
| 05   | Claes Bengtsson                | Schweden                                       | 076    |
| 06   | Joakim Karlberg                | Schweden                                       | 073    |
| 07   | Christian Eminger              | Österreich                                     | 072    |
| 08   | Pertti Niittylä                | Finnland                                       | 067    |
| 09   | Bjørn Arne Nyland              | Norwegen                                       | 064    |
| 10   | Tom Erik Oxholm                | Norwegen                                       | 062    |
|      |                                |                                                |        |
| 12   | Werner Jäger                   | Österreich                                     | 053    |
| 14   | Hansjörg Baltes André Hoffmann | BR Deutschland Deutsche Demokratische Republik | 045    |
| 18   | Thomas Nietsch                 | BR Deutschland                                 | 035    |
| 20   | Heinz Steinberger              | Österreich                                     | 024    |

#### 5000/10.000 Meter
- Der Termin für die 10.000 Meter ist ausgefallen

(Endstand: nach 6 Rennen)
| Rang | Name               | Land                            | Punkte |
| ---- | ------------------ | ------------------------------- | ------ |
| 01   | Dave Silk          | Vereinigte Staaten              | 102    |
| 02   | Tomas Gustafson    | Schweden                        | 100    |
| 03   | Christian Eminger  | Österreich                      | 099    |
| 04   | Geir Karlstad      | Norwegen                        | 096    |
| 05   | Michael Hadschieff | Österreich                      | 088    |
| 06   | Pertti Niittylä    | Finnland                        | 077    |
| 07   | Gerard Kemkers     | Niederlande                     | 072    |
| 08   | Rolf Falk-Larssen  | Norwegen                        | 060    |
| 09   | Werner Jäger       | Österreich                      | 056    |
| 10   | Tom Erik Oxholm    | Norwegen                        | 054    |
|      |                    |                                 |        |
| 13   | Hansjörg Baltes    | BR Deutschland                  | 044    |
| 14   | Heinz Steinberger  | Österreich                      | 042    |
| 17   | Thomas Nietsch     | BR Deutschland                  | 032    |
| 26   | Uwe Sauerteig      | Deutsche Demokratische Republik | 015    |

## Gesamt
- Platz: Gibt die Reihenfolge der Athleten wieder. Diese wird durch die Anzahl der Weltcupsiege bestimmt. Bei gleicher Anzahl werden die 2. Platzierungen verglichen, danach die 3. Platzierungen
- Name: Nennt den Namen des Athleten
- Land: Nennt das Land, für das der Athlet startete
- Siege: Nennt die Anzahl der Weltcupsiege
- 2. Plätze: Nennt die Anzahl der errungenen 2. Plätze
- 3. Plätze: Nennt die Anzahl der errungenen 3. Plätze
- Gesamt: Nennt die Anzahl aller gewonnenen Medaillen

### Top Ten
- Die Top Ten zeigt die zehn erfolgreichsten Sportler/-innen des Eisschnelllauf-Weltcups 1985/86

| Platz | Name                 | Land               | Siege | 2. Plätze | 3. Plätze | Gesamt |
| ----- | -------------------- | ------------------ | ----- | --------- | --------- | ------ |
| 01.   | Dan Jansen           | Vereinigte Staaten | 9     | 4         | 1         | 14     |
| 02.   | Karin Kania-Enke     | DDR                | 5     | 6         | 0         | 11     |
| 03.   | Christa Rothenburger | DDR                | 5     | 2         | 1         | 8      |
| 04.   | Uwe-Jens Mey         | DDR                | 4     | 0         | 3         | 7      |
| 05.   | Michael Hadschieff   | Österreich         | 3     | 1         | 0         | 4      |
| 06.   | Nick Thometz         | Vereinigte Staaten | 2     | 7         | 4         | 13     |
| 07.   | Bonnie Blair         | Vereinigte Staaten | 2     | 2         | 2         | 6      |
| 08.   | Gaétan Boucher       | Kanada             | 2     | 1         | 1         | 4      |
| 09.   | Tomas Gustafson      | Schweden           | 2     | 2         | 1         | 5      |
| 10.   | Igor Schelesowski    | Sowjetunion        | 2     | 1         | 0         | 3      |

### Frauen
| Platz | Name                      | Land               | Siege | 2. Plätze | 3. Plätze | Gesamt |
| ----- | ------------------------- | ------------------ | ----- | --------- | --------- | ------ |
| 01.   | Karin Kania-Enke          | DDR                | 5     | 6         | 0         | 11     |
| 02.   | Christa Rothenburger      | DDR                | 5     | 2         | 1         | 8      |
| 03.   | Bonnie Blair              | Vereinigte Staaten | 2     | 2         | 2         | 6      |
| 04.   | Andrea Ehrig-Mitscherlich | DDR                | 2     | 0         | 1         | 3      |
| 05.   | Annette Carlén-Karlsson   | Schweden           | 1     | 2         | 0         | 3      |
| 06.   | Bjørg Eva Jensen          | Norwegen           | 1     | 0         | 1         | 2      |
| 07.   | Cornelia Dick             | DDR                | 0     | 1         | 2         | 3      |
| 08.   | Erwina Ryś-Ferens         | Polen              | 0     | 1         | 1         | 2      |
| 08.   | Monika Gawenus-Pflug      | BR Deutschland     | 0     | 1         | 1         | 2      |
| 08.   | Sabine Brehm              | DDR                | 0     | 1         | 1         | 2      |
| 11.   | Edel Therese Høiseth      | Norwegen           | 0     | 0         | 3         | 3      |
| 12.   | Katie Class               | Vereinigte Staaten | 0     | 0         | 1         | 1      |
| 12.   | Olga Pleschkowa           | Sowjetunion        | 0     | 0         | 1         | 1      |
| 12.   | Yvonne van Gennip         | Niederlande        | 0     | 0         | 1         | 1      |

### Männer
| Platz | Name               | Land               | Siege | 2. Plätze | 3. Plätze | Gesamt |
| ----- | ------------------ | ------------------ | ----- | --------- | --------- | ------ |
| 01.   | Dan Jansen         | Vereinigte Staaten | 9     | 4         | 1         | 14     |
| 02.   | Uwe-Jens Mey       | DDR                | 4     | 0         | 3         | 7      |
| 03.   | Michael Hadschieff | Österreich         | 3     | 1         | 0         | 4      |
| 04.   | Nick Thometz       | Vereinigte Staaten | 2     | 7         | 4         | 13     |
| 05.   | Tomas Gustafson    | Schweden           | 2     | 2         | 1         | 5      |
| 06.   | Gaétan Boucher     | Kanada             | 2     | 1         | 1         | 4      |
| 07.   | Igor Schelesowski  | Sowjetunion        | 2     | 1         | 0         | 3      |
| 08.   | Claes Bengtsson    | Schweden           | 2     | 0         | 0         | 2      |
| 09.   | Dave Silk          | Vereinigte Staaten | 1     | 2         | 2         | 5      |
| 10.   | Geir Karlstad      | Norwegen           | 1     | 1         | 0         | 2      |
| 11.   | Christian Eminger  | Österreich         | 1     | 0         | 2         | 3      |
| 12.   | Hein Vergeer       | Niederlande        | 1     | 0         | 1         | 2      |
| 13.   | Leo Visser         | Niederlande        | 1     | 0         | 0         | 1      |
| 13.   | Sergei Fokitschew  | Sowjetunion        | 1     | 0         | 0         | 1      |
| 15.   | Erik Henriksen     | Vereinigte Staaten | 0     | 4         | 3         | 7      |
| 16.   | Hans Magnusson     | Schweden           | 0     | 4         | 1         | 5      |
| 17.   | Boris Repnin       | Sowjetunion        | 0     | 2         | 0         | 2      |
| 18.   | Andrei Bachwalow   | Sowjetunion        | 0     | 1         | 1         | 2      |
| 19.   | Gerard Kemkers     | Niederlande        | 0     | 1         | 0         | 1      |
| 19.   | Yep Kramer         | Niederlande        | 0     | 1         | 0         | 1      |
| 21.   | Jerzy Dominik      | Polen              | 0     | 0         | 2         | 2      |
| 21.   | Rolf Falk-Larssen  | Norwegen           | 0     | 0         | 2         | 2      |
| 23.   | Pertti Niittylä    | Finnland           | 0     | 0         | 1         | 1      |
| 23.   | Akira Kuroiwa      | Japan              | 0     | 0         | 1         | 1      |
| 23.   | Frode Rønning      | Norwegen           | 0     | 0         | 1         | 1      |
| 23.   | Henk Nijdam        | Niederlande        | 0     | 0         | 1         | 1      |
| 23.   | Jan Ykema          | Niederlande        | 0     | 0         | 1         | 1      |
| 23.   | Joakim Karlberg    | Schweden           | 0     | 0         | 1         | 1      |
| 23.   | Jouko Vesterlund   | Finnland           | 0     | 0         | 1         | 1      |
| 23.   | Ramil Zagidullin   | Sowjetunion        | 0     | 0         | 1         | 1      |
| 23.   | Tom Erik Oxholm    | Norwegen           | 0     | 0         | 1         | 1      |

### Nationenwertung
- Die Nationenwertung zeigt die erfolgreichsten Nationen (Sportler/-innen) des Eisschnelllauf-Weltcups 1985/86

| Platz | Land                            | Siege | 2. Plätze | 3. Plätze | Gesamt |
| ----- | ------------------------------- | ----- | --------- | --------- | ------ |
| 01.   | Deutsche Demokratische Republik | 16    | 10        | 8         | 34     |
| 02.   | Vereinigte Staaten              | 14    | 19        | 13        | 46     |
| 03.   | Schweden                        | 5     | 8         | 3         | 16     |
| 04.   | Österreich                      | 4     | 1         | 2         | 7      |
| 05.   | Sowjetunion                     | 3     | 4         | 3         | 10     |
| 06.   | Niederlande                     | 2     | 2         | 4         | 8      |
| 07.   | Norwegen                        | 2     | 1         | 8         | 11     |
| 08.   | Kanada                          | 2     | 1         | 1         | 4      |
| 09.   | Polen                           | 0     | 1         | 3         | 4      |
| 10.   | BR Deutschland                  | 0     | 1         | 1         | 2      |
| 11.   | Japan                           | 0     | 0         | 1         | 1      |
| 12.   | Finnland                        | 0     | 0         | 2         | 2      |